# 连镇站
连镇站位于中华人民共和国河北省沧州市东光县连镇镇，是一个京沪铁路上的铁路车站，建于1910年，目前为四等站，目前车站仅办理货运业务：办理整车、零担货物发到；不办理危险货物发到。